# António da Cunha Soto Maior

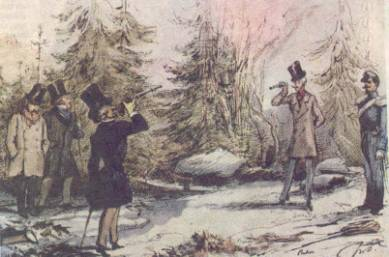
Duellen mellan Soto Maior och den engelska diplomaten Baker skildrad av Fritz von Dardel.

Viscómte António da Cunha Soto Maior, Vicomte Don António da Cunha de Soto Maior Gomes Ribeiro d'Asvedo e Mello, född 18 november 1812 i Brasilien, död 20 januari 1894 på Norrlandsgatan 1 i Stockholm, var portugisiskt sändebud  i Stockholm 1856–1894. Från 1878 innehade han titeln envoyé.

## Biografi
Han var son till portugisisk diplomat. Som vuxen var han först militär och blev senare politiker och valdes in i det portugisiska underhuset.
Han erbjöds posten som diplomatiskt sändebud i Stockholm, och den 29 maj 1856 överlämnade han sina kreditivbrev till kung Oscar I. Han blev kvar i Stockholm förutom en resa till Mexiko vid kejsar Ferdinand Maximilians trontillträde 1864.
Han var en mycket färgstark personlighet i det sociala livet som har lämnat avtryck in i vår tid, bland annat genom receptet 'Gösfilé à la Soto Maior'. Han kallades 'Söta majorn' av de stockholmska kvinnorna och vid ett tillfälle utmanade han den engelska diplomaten, Mr. Baker, efter att denne hade uppträtt ohyfsat mot en dam i Soto Maiors närhet. Det hela slutade med en duell i Lill-Jansskogen den 5 december 1857 där Baker fick sitt ena öra avskjutet. Den svenske diplomaten Carl Fleetwood skriver om den åldrige Soto Maior den 30 december 1887:
| ”                         | Sak samma hur gammal Soto är, hans livlighet och uthållighet är otrolig, till och med om han vore ett halvt sekel yngre. | „ |
| – Fleetwood 1968a, s. 760 | |   |

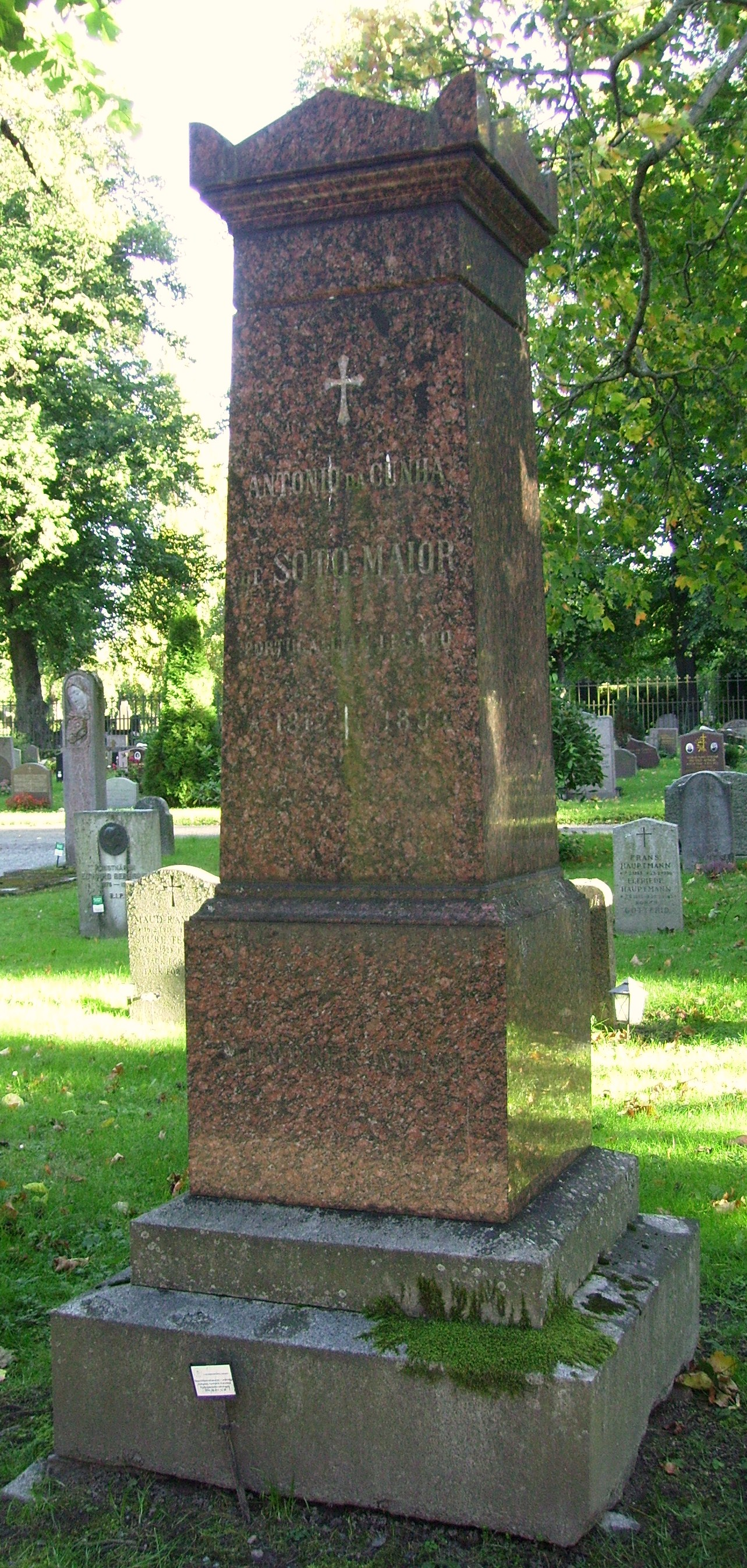
Soto Maiors gravvård på Katolska kyrkogården i Solna kommun.

Den 3 november 1890 skrev han dock i sin dagbok:
| ”                 | Soto existerar men har alldeles försvunnit ur världen; han börjar att hava totalt överlevat sig själv. | „ |
| – Fleetwood 1968b | |   |

Soto Major finns omnämns i Karl Gerhards sångtext Sekelskiftets luft, som handlar om nöjes- och utelivet i 1800-talets Stockholm: På "Diplomaten" log så hult mot mig, herr Soto Maior.